# 博瓦利诺
博瓦利诺（義大利語：Bovalino），是意大利雷焦卡拉布里亚省的一个市镇。总面积17平方公里，人口8767人，人口密度515.7人/平方公里（2009年）。ISTAT代码为080012。